# La Broque
La Broque (Duits: Vorbruck) is een gemeente in het Franse departement Bas-Rhin in de regio Grand Est en maakt deel uit van het arrondissement Molsheim. De gemeente telde 2.577 inwoners op 1 januari 2022.

## Geschiedenis
La Broque maakte deel uit van het kanton Schirmeck tot het op 22 maart 2015 werd opgeheven en de gemeenten werden opgenomen in het kanton Mutzig.

## Geografie
De oppervlakte van La Broque bedraagt 23,07 vierkante kilometer; Op 1 januari 2022 was de bevolkingsdichtheid 111,7 inwoners per km².

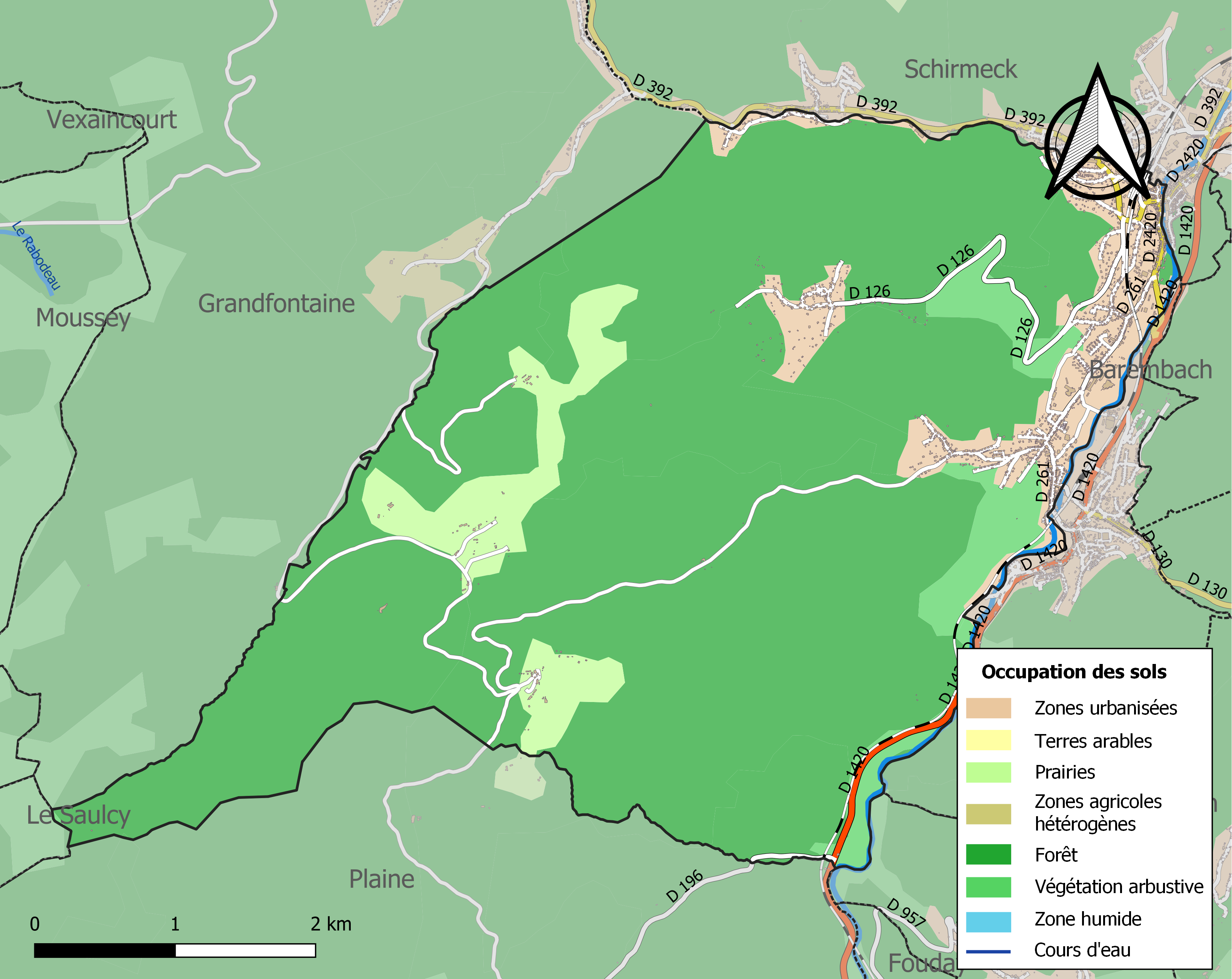
Kaart van de gemeente met de belangrijkste infrastructuur, bodemgebruik en omliggende gemeenten

## Demografie
Onderstaande figuur toont het verloop van het inwonertal.